# Giulio Scarpati
Giulio Scarpati (n. 20 februarie 1956, Roma, Italia) este un actor italian, câștigător al David di Donatello pentru cel mai bun actor principal (1994) pentru Il giudice ragazzino.